# Santa María del Naranco
Santa María del Naranco (galiciska: Santa María do Naranco, baskiska: Santa Maria del Naranco) är ett monument i Spanien.   Det ligger i provinsen Province of Asturias och regionen Asturien, i den norra delen av landet, 400 km nordväst om huvudstaden Madrid. Santa María del Naranco ligger 370 meter över havet.
Terrängen runt Santa María del Naranco är huvudsakligen kuperad, men åt nordost är den platt. Santa María del Naranco ligger uppe på en höjd. Runt Santa María del Naranco är det mycket tätbefolkat, med 1 018 invånare per kvadratkilometer. Närmaste större samhälle är Oviedo, 2,7 km sydost om Santa María del Naranco. Omgivningarna runt Santa María del Naranco är en mosaik av jordbruksmark och naturlig växtlighet.